# Streblospio
Streblospio är ett släkte av ringmaskar som beskrevs av Webster 1879. Streblospio ingår i familjen Spionidae.
Kladogram enligt Catalogue of Life och Dyntaxa:
| Streblospio | \| \| Streblospio benedicti \| \| \| \| \| \| Streblospio gynobranchiata \| \| \| \| \| \| Streblospio shrubsoli \| \| \| \| \| \| Streblospio shrubsolii \| \| \| \| |
|             | \| \| Streblospio benedicti \| \| \| \| \| \| Streblospio gynobranchiata \| \| \| \| \| \| Streblospio shrubsoli \| \| \| \| \| \| Streblospio shrubsolii \| \| \| \| |
|             | Streblospio benedicti |
|             | |
|             | Streblospio gynobranchiata |
|             | |
|             | Streblospio shrubsoli |
|             | |
|             | Streblospio shrubsolii |
|             | |